# 齐奥尔科夫斯基环形山
齐奥尔科夫斯基环形山(Tsiolkovskiy)是位于月球背面的一座大型撞击坑，以俄罗斯科学家康斯坦丁·齐奥尔科夫斯基之名命名。它位于月球南半球，在巨大的加加林环形山西侧和米尔恩环形山的西北，南面是沃特曼陨石坑，西南偏南是诺伊明环形山。齐奥尔科夫斯基环形山侵入相邻的费米环形山-一座大小相当，但没有熔岩覆盖层的更古老撞击坑的东南壁。

## 特征
齐奥尔科夫斯基环形山是月球背面最突出的特征之一。 它具有高耸、阶地状的内壁和一座结构清晰，高出坑底3200米的中央峰，其幽暗的底表具有月球正面月海的特征，这在月球背面的陨石坑中并不常见，但分布在地表的月海层并不均匀，更多地集中在东部和南部。靠西北偏西内壁是一处由较暗地层构成的突出月湾，坑底其余部分的反照率与陨石坑周边地形相同。
一列伸向西北远处门捷列夫环形山的小撞击坑被称为"门捷列夫链坑"(Catena Mendeleev)，正对着齐奥尔科夫斯基环形山。据此，这些小陨坑被认为是齐奥尔科夫斯基环形山形成时所产生的次生坑。
该特征发现于前苏联月球3号飞船所发回的照片中，随后被美国几艘月球探测器拍摄到，再后来阿波罗宇航员也对它进行了拍摄。
阿波罗17号宇航员哈里森·施密特和其他科学家（施密特是唯一要在月球上行走的受训科学家、一名地质学家）强力建议将齐奥尔科夫斯基环形山作为阿波罗17号的着陆点，并利用指令舱/服务舱部署的小型通信卫星来与月背进行联系。美国宇航局认为这一想法过于冒险而予以否决。最终，在1972年12月11日，阿波罗17号降落在陶拉斯-利特罗谷。

## 图集

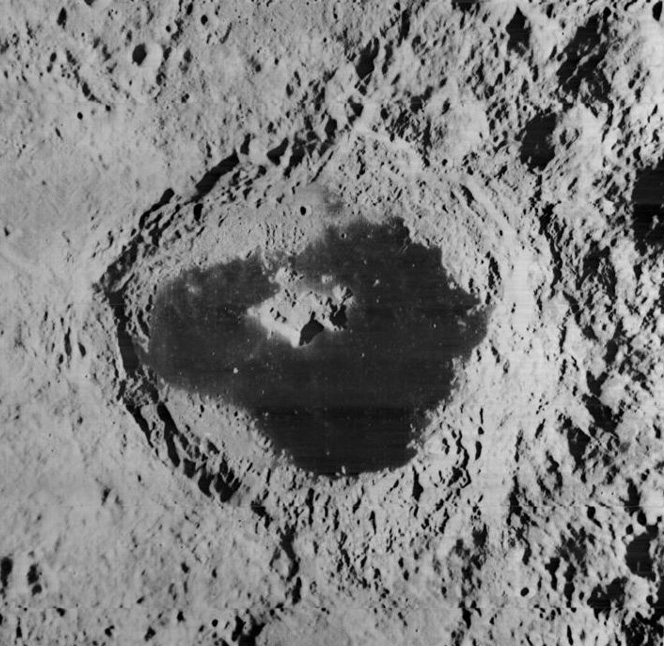
月球轨道器1号拍摄的图像
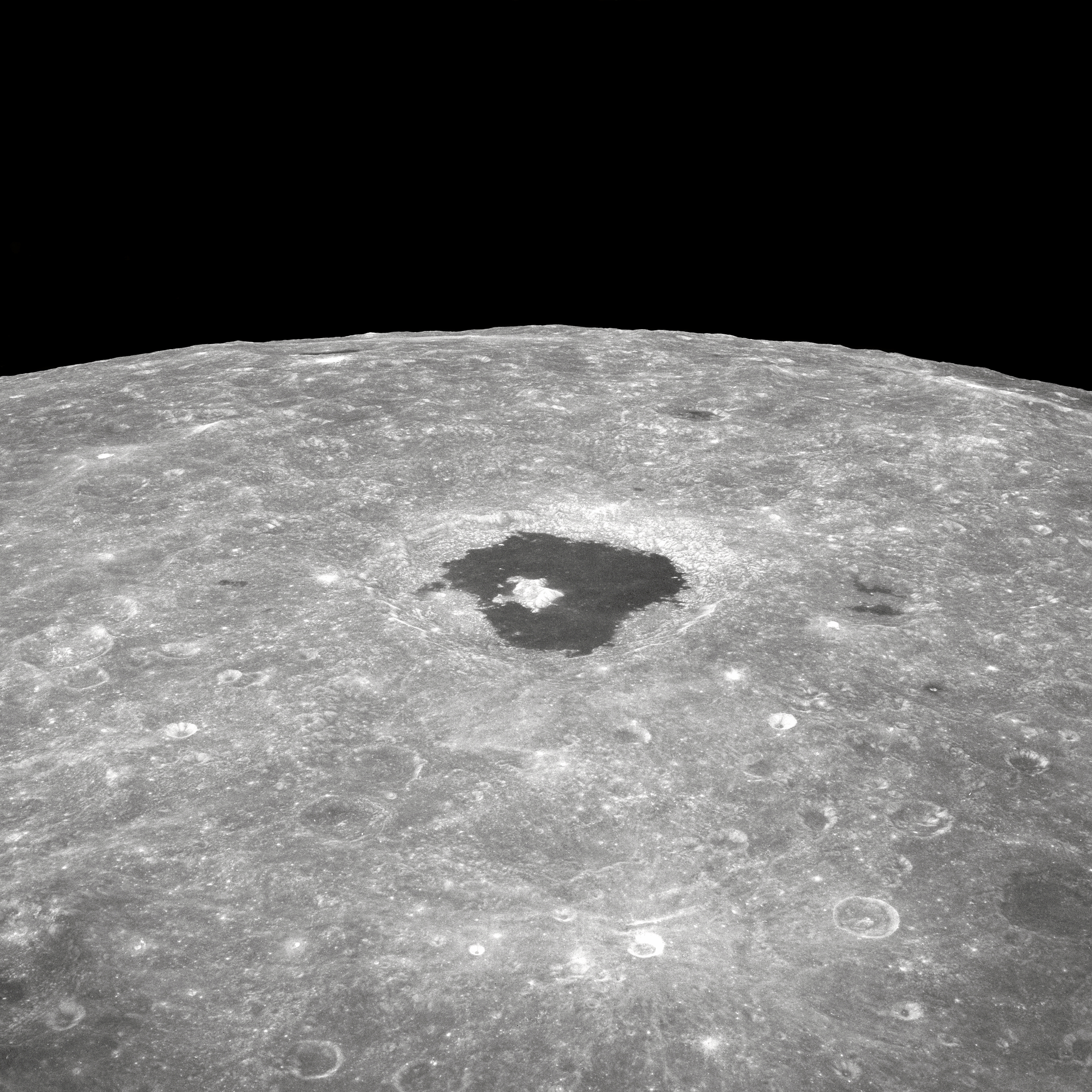
阿波罗8号拍摄的图像
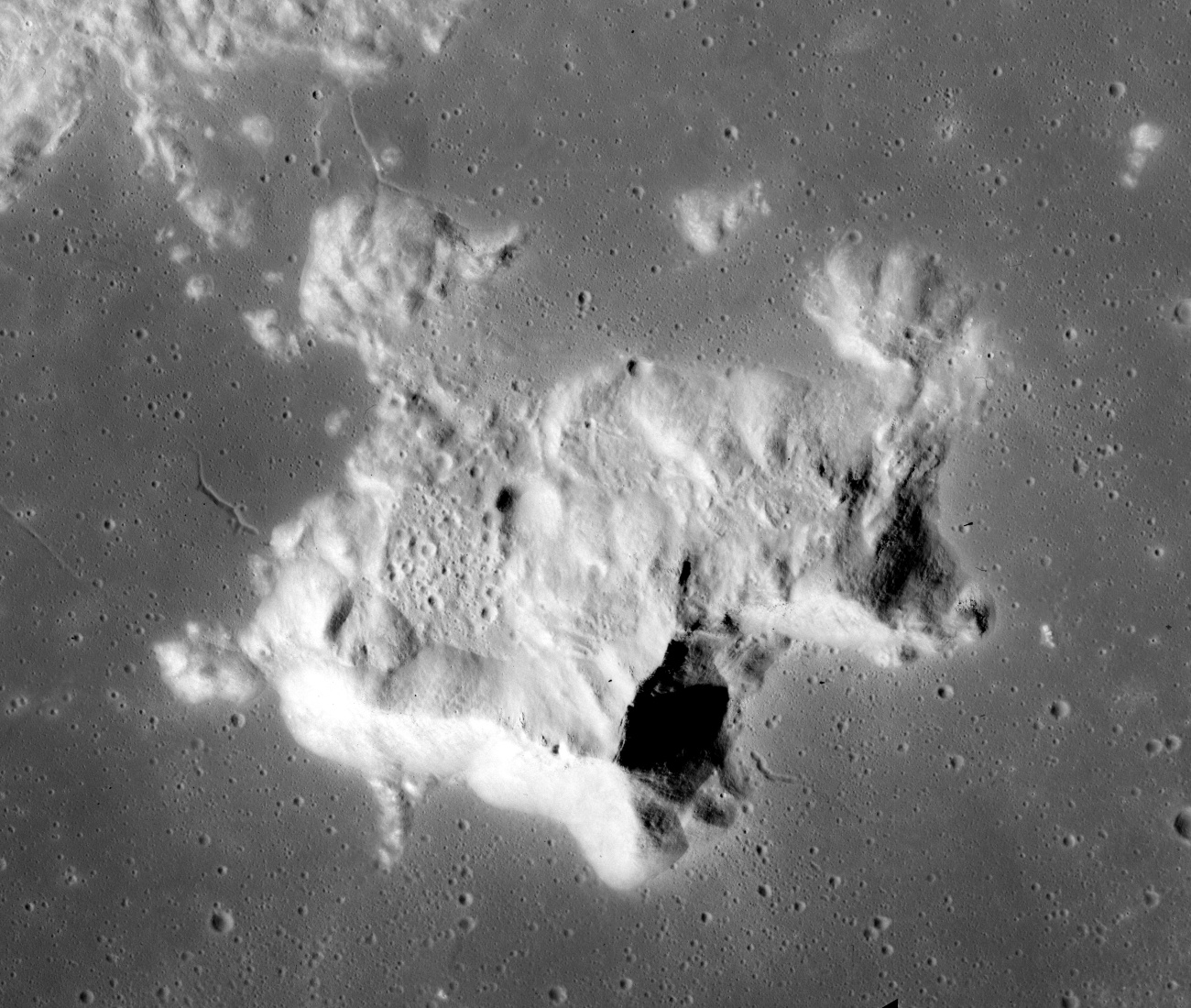
阿波罗15号测绘相机拍摄的中央峰
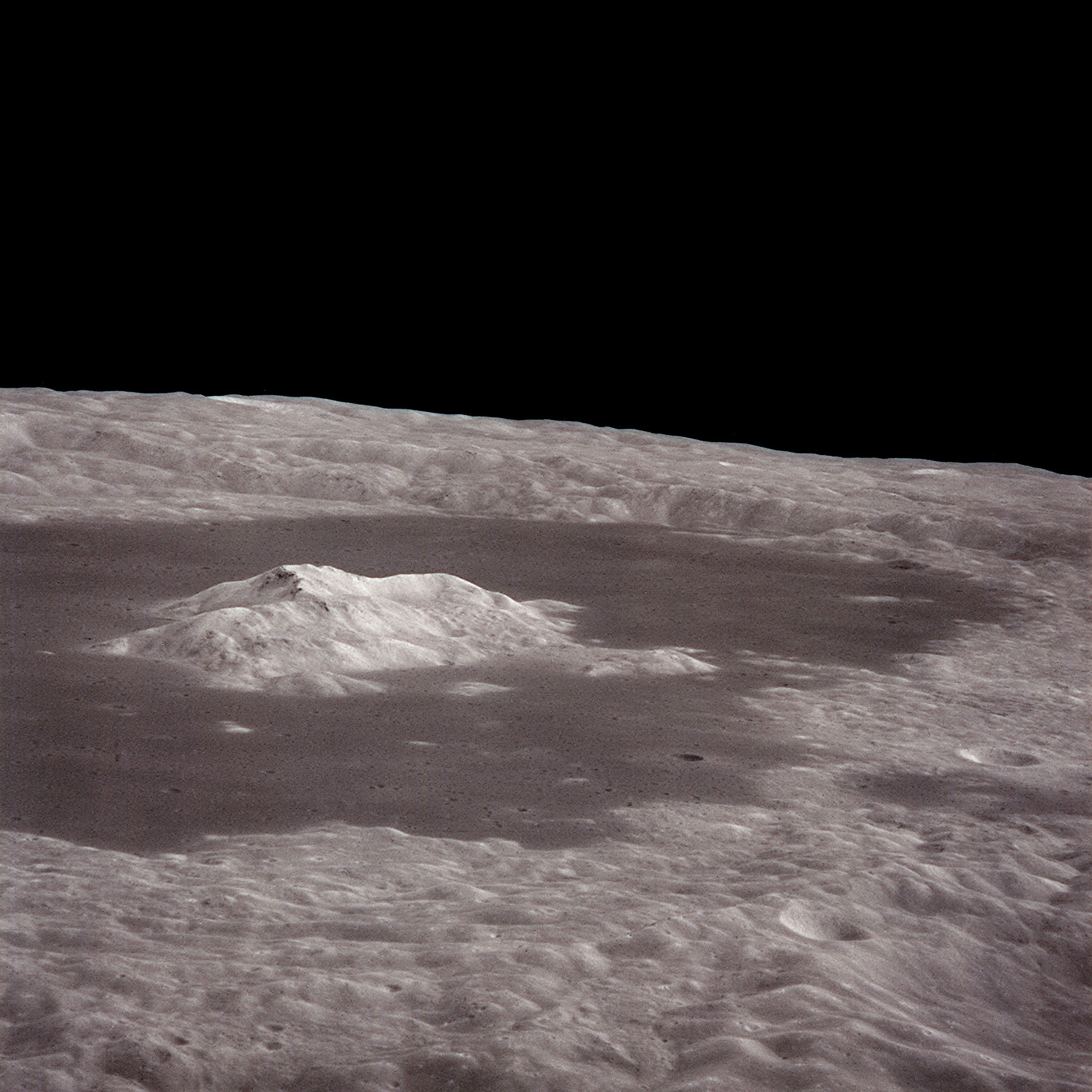
阿波罗15号拍摄的另一幅斜视照
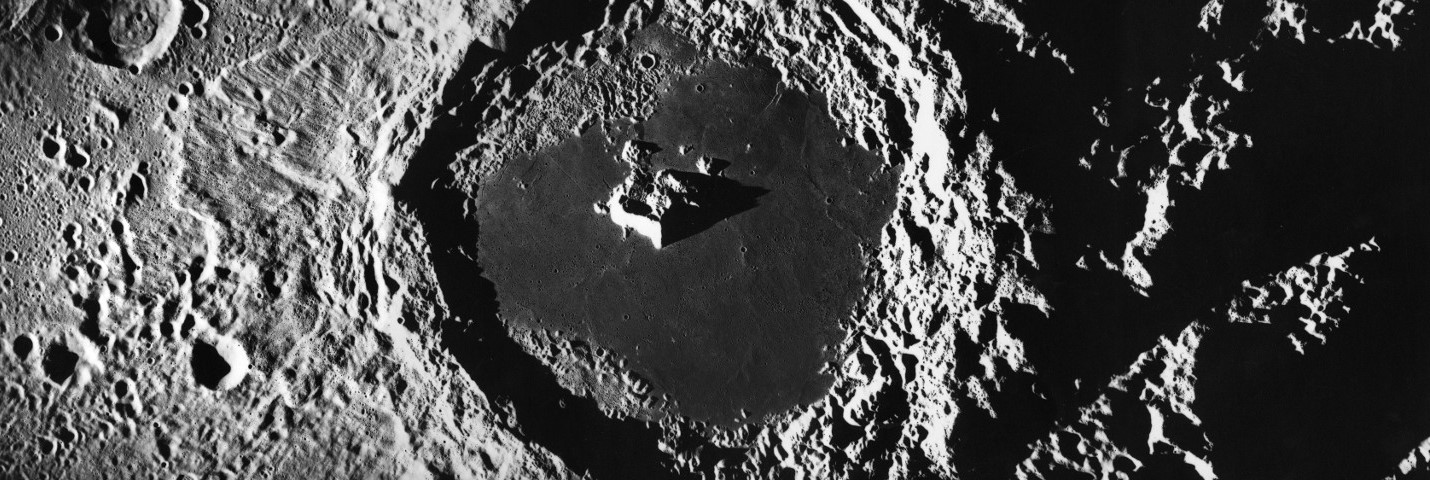
阿波罗17号测绘相机拍摄,正处于月球昼夜线上

## 卫星陨石坑
按照惯例，最靠近奥祖陨石坑的卫星坑在月图上以字母标注在该坑中心点的旁边。
| 齐奥尔科夫斯基 | 纬度    | 经度     | 直径    |
| -------------- | ------- | -------- | ------- |
| W              | 16.0° S | 126.9° E | 13 公里 |
| X              | 14.7° S | 126.5° E | 12 公里 |

## 通俗文学
- 在虚构系列小说《机动战士GUNDAM》中，齐奥尔科夫斯基环形山是宇宙世纪GUNDAM月球基地。